# Darwinia biflora
Darwinia biflora là một loài thực vật có hoa trong Họ Đào kim nương. Loài này được (Cheel) B.G.Briggs mô tả khoa học đầu tiên năm 1962.